# Вербовский (микрорайон)
Ве́рбовский — микрорайон (до 1996 года — посёлок городского типа) города Мурома. Основан 28 мая 1943 года. Расположенное на территории района Вербовское кладбище является основным городским некрополем.

## Расположение
Расположен в 5,5 км от исторической части города.

## История
История посёлка восходит ко времени начала строительства в 1936 году АО «Муромского приборостроительного завода» (современное название), возведение которого было обусловлено тяжёлой экономической и напряжённой международной обстановкой 1930-х годов.
До мая 1943 года посёлок не имел собственного названия и состоял первоначально из трёх бараков, а позднее начал приобретал черты обустроености. Условное название «новостройка» создавало явное неудобство как в официальной, так и частной переписке. Весной 1943 года руководство завода обратилось с ходатайством о присвоении рабочему посёлку географического названия. 28 мая 1943 года Указом Президиума Верховного Совета РСФСР «об отнесении населённого пункта при заводе Муромского района Горьковской области к категории рабочих посёлков», ему было присвоено наименование «рабочий посёлок Вербовский».
Первоначально было предложено назвать посёлок «Победным», ввиду того, что он строился в тяжёлых условиях военного времени, но по согласованию с председателем исполкома Муромского городского Совета, Горьковский исполком областного Совета просил присвоить рабочему посёлку при заводе № 253 наименование «Вербовский» по названию протекающей по территории посёлка реки Вербовки. Так на карте Советского Союза появился ещё один населённый пункт.
К 1990-м годам обладая достаточной численностью населения, занимаемой площадью, развитой инфраструктурой, включающей в себя: дом культуры, стадион с футбольным полем, хоккейным и теннисным кортами, гостиницей, больницей, заводом, почтой, школой, дискотекой, отделениями Сбербанка и МИБ, барами, большим числом магазинов и другим, посёлок Вербовский претендовал на статус города, но прошение руководства и жителей посёлка было отклонено из-за того, что населенный пункт находился слишком близко к городу Мурому. И хотя на данный момент Вербовский уже не является самостоятельной географической единицей, до сих пор в разговорной речи муромляне и бывшие вербовчане называют его посёлком: «А вот Вербовский у вас ещё есть. Есть. Такой красивый посёлок»; «Речка Вербовка, пошли вот до сих пор — вот наш посёлок».

### Версии происхождения топонима
Хотя самая распространённая версия о происхождении названия «Вербовский» в честь реки Вербовки, существуют и три других точки зрения:
«Вербовский почему Вербовский называется? Потому что там верба росла на речке <…> В Питере завод эвакуировали после войны. Вот и назвали. Посёлок же образовался после войны <…> Не после, во время войны. Когда завод эвакуировали, с Питера привозили, МПЗшку, ну там верба росла, там всё было в вербе заросши»;
«Ну вот у меня такие сведения, как я слышала, что людей туда вербовали на завод. Вот. Потому назвали Вербовский, от слова „вербовать“»;
«…Во время войны в 43-м году… вот, кстати, вот если вы в музей пойдёте в 18-ю школу, там много вы узнаете об этом. Смоленщина. Ленинград. Курск. Были эвакуированы. Во время войны. Ну они пополнили династию и рабочих этого завода <…> Так Вербовский — это потому что туда эвакуировали? Да. Поэтому. Завербовывали».
Вербовский в рассказах часто предстаёт уголком северной столицы (кстати, и главная улица там носит название Ленинградской):
«Я знаю, что у нас Вербовский построен по проекту вообще Питера. Строили блокадники, питерцы, и вот то, что мосты вот это, проект зданий — это питерская такая…».Действительно, завод и поселок строились по проектам специалистов северной столицы, это сильно бросалось в глаза в советское время по архитектуре «старой» части поселка, мостов и благоустройства улиц. Кстати, главная улица поселка, которая «пронизывает» его целиком, носит наименование Ленинградская.

## Вербовский в наши дни
Находящийся в отдалении от городского ядра Мурома, микрорайон Вербовский автономен: там организуется собственная ёлка на Новый год, шествие к мемориалам и фейерверк на 9 Мая и т. д.
Вербовский разделяется на «Старый» и «Новый»: «Да, Старый — это за мостом который там у нас как раз. В той части. Оттуда и застраиваться тут началась, там сохранились вот такого старого типа дома, двухэтажные такие ещё. Ещё такие старенькие, планировка, наверно, там тоже такая же. А вот здесь вот за мостом тут уже девятиэтажные дома <…> От въезда [со стороны Мурома] как раз Новый. А вот за мостом — это уже Старый Вербовский».

### Экономика и промышленность
- ОАО «Муромский приборостроительный завод». Главным предприятием микрорайона считается приборостроительный завод, имеющий и другие наименования: Вербовский завод, военный завод или пороховой завод, ранее носивший и разговорное название Ленинградский. По рассказам, именно из-за него Муром в советское время был закрытым городом. В Вербовском базируется батальон внутренних войск (как составная часть Владимирского специального моторизованного полка ВВ МВД РФ), обеспечивающий охрану Муромского приборостроительного завода. В настоящее время кроме военной продукции завод производит бытовую химию.[3]
- «Муромский кирпичный завод». С 1975 года на заводе организован промышленный выпуск кирпича[4].

### Транспорт
Несколькими линиями городских автобусов (общественного транспорта и коммерческих) микрорайон Вербовский связан с другими частями города Мурома:
- № 6 — м/р Вербовский — к/т Октябрь (через м/р Южный) (а)
- № 6а — м/р Вербовский — клуб им. Ленина (через м/р Южный) (а)
- № 6э — м/р Вербовский — к/т Октябрь (через ул. Куликова) (а)
- № 9 — м/р Вербовский — ж/д Вокзал (через ул. Куликова) (а)
- № 22 — м/р Вербовский — Новый роддом (через ул. Куликова) (а)
- № 23 — м/р Вербовский — Ледовый каток «Кристалл» (через ул. Куликова) (а)

В 2000 году после вхождения Вербовского в состав Мурома были понижены тарифы на проезд.

### Население
Население Вербовского составляло: в 1959 году — 4 700; в 1970 году — 8 500; в 1979 году — 14 200; в 1989 году — 18 600. В настоящее время (2010) — около 15 000 человек.